# Krusnätsspindlar
Krusnätsspindlar (Uloboridae) är en familj av spindlar som innehåller omkring 262 kända arter världen över, uppdelade på 18 olika släkten.

## Kännetecken
Krusnätsspindlar är ofta mycket väl kamouflerade, både genom sin färgteckning och sin kroppsform och den utseendemässiga variationen inom familjen är stor. De saknar helt gift och de flesta arter inom familjen är ganska små spindlar, sällan med en längd på över 12 millimeter. Frambenen är ofta mycket långa och böjda och när de är stilla sträcker de ofta framben framför sig och kan då likna små kvistar eller löv. Vissa arter kännetecknas av att de har en betydlig större bakkropp än framkropp. 

## Utbredning
De flesta arter i denna familj förekommer i tropiska områden. Ett mindre antal arter är anpassande till ett mer temperat klimat. I de nordligaste delarna av utbredningsområdet förekommer bara ett fåtal arter.

## Levnadssätt
Krusnätsspindlar spinner fångstnät, men producerar inte de klibbiga droppar som de flesta andra spindlar förser sina fångstnät med för att byten bättre skall fastna i dem. I stället har trådarna i nätet en särskild krusig struktur som bidrar till att bättre snärja bytet. Formen på näten är vanligen ofullständiga hjul eller trianglar.